# وودکرست (کالیفرنیا)
وودکرست (به انگلیسی: Woodcrest) یک منطقهٔ مسکونی در ایالات متحده آمریکا است که در شهرستان ریورساید، کالیفرنیا واقع شده‌است. وودکرست ۲۹٫۵۵۲ کیلومتر مربع مساحت و ۱۴٬۳۴۷ نفر جمعیت دارد و ۴۶۸ متر بالاتر از سطح دریا واقع شده‌است.